# Spanish Point, Belize
Spanish Point är en udde i Belize. Den ligger i distriktet Corozal, i den nordöstra delen av landet, 100 km nordost om huvudstaden Belmopan.